# David Crawshay
Pour les articles homonymes, voir Crawshay.
David Crawshay est un rameur australien, né le 11 août 1979 à Carlton, dans l'État de Victoria.

## Palmarès

### Jeux olympiques
- 2008 à Pékin,  Chine
  -  Médaille d'or en deux de couple

### Championnats du monde d'aviron
- 2009 à Poznań,  Pologne
  -  Médaille d'argent en quatre de couple
- 2010 à Karapiro,  Nouvelle-Zélande
  -  Médaille de bronze en quatre de couple